# Sony Pictures Studios
Sony Pictures Studios – amerykański kompleks studia telewizyjno-filmowego znajdujący się w Culver City w Kalifornii przy 10202 West Washington Boulevard. Z północnej strony ograniczony jest przez Washington Boulevard, z południowej przez Culver Boulevard, z zachodniej przez Overland Avenue, a ze wschodniej przez Madison Avenue.
Przedsiębiorstwo zostało założone w 1912 roku przez reżysera Thomasa H. Ince’a jako Inceville. Obiekt jest obecnie własnością Sony Pictures Entertainment i mieści studia filmowe tego oddziału, takie jak Columbia Pictures, Sony Pictures Animation, TriStar Pictures, Screen Gems czy Sony Pictures Imageworks.

## Powstanie przedsiębiorstwa
Początki przedsiębiorstwa datuje się na rok 1912 gdy reżyser Thomas H. Ince w Pacific Palisades zbudował swoje pierwsze pionierskie studio filmowe – Inceville. Kiedy Ince kręcił swoje pierwsze produkcje wzdłuż rzeki Ballona Creek w 1915 roku  Harry Culver, założyciel Culver City, przekonał Ince do przeniesienia Inceville do Culver City.
Ince w późniejszym czasie dodał kilka dodatkowych scen wraz z budynkiem administracyjnym, zanim ostatecznie sprzedał studio swoim partnerom – D.W. Griffithowi i Mackowi Sennettowi.
W 1991 roku studio ostatecznie przekształciło się z Columbia Studios w Sony Pictures Studios.